# Aver See
Der Aver See ist ein See im Penzliner Ortsteil Ave im Landkreis Mecklenburgische Seenplatte. An seinem Westufer liegt der namensgebende Ort Ave, etwa 400 Meter nördlich verläuft die Bundesstraße 192. Der See hat eine Nord-Süd-Ausdehnung von etwa 370 Metern und eine West-Ost-Ausdehnung von etwa 190 Metern. Das Gewässer entwässert im Osten in den Krummenflutbach. Das Seeufer ist sumpfig, komplett bewaldet und mit Schilf verwachsen.